# Instituto Bernasconi

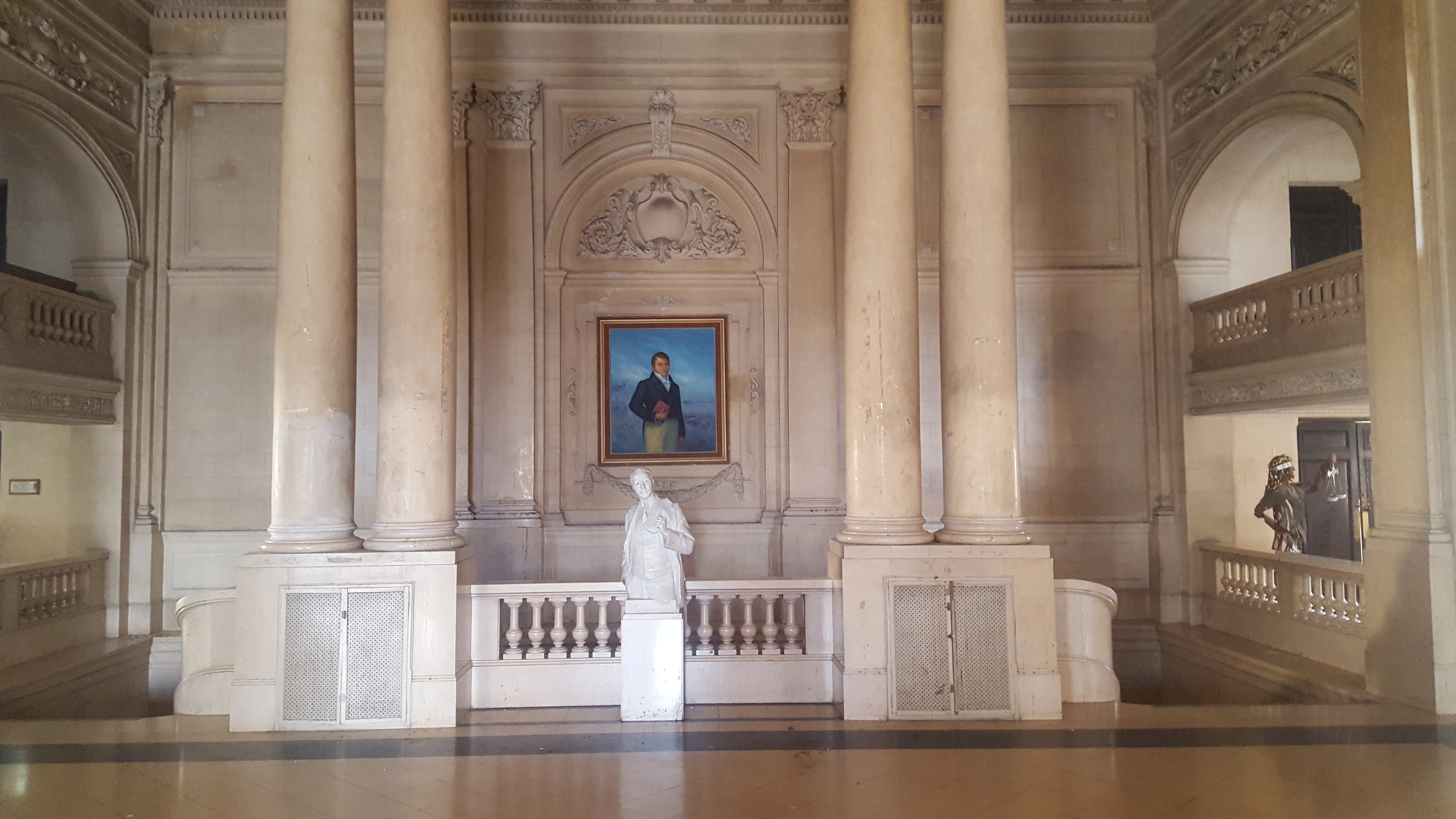
El Instituto Félix Fernando Bernasconi cuenta con un salón de actos, en el cual los alumnos celebran las fechas patrias, como así también es utilizado para las demostraciones de las diversas actividades que en el instituto se realizan.

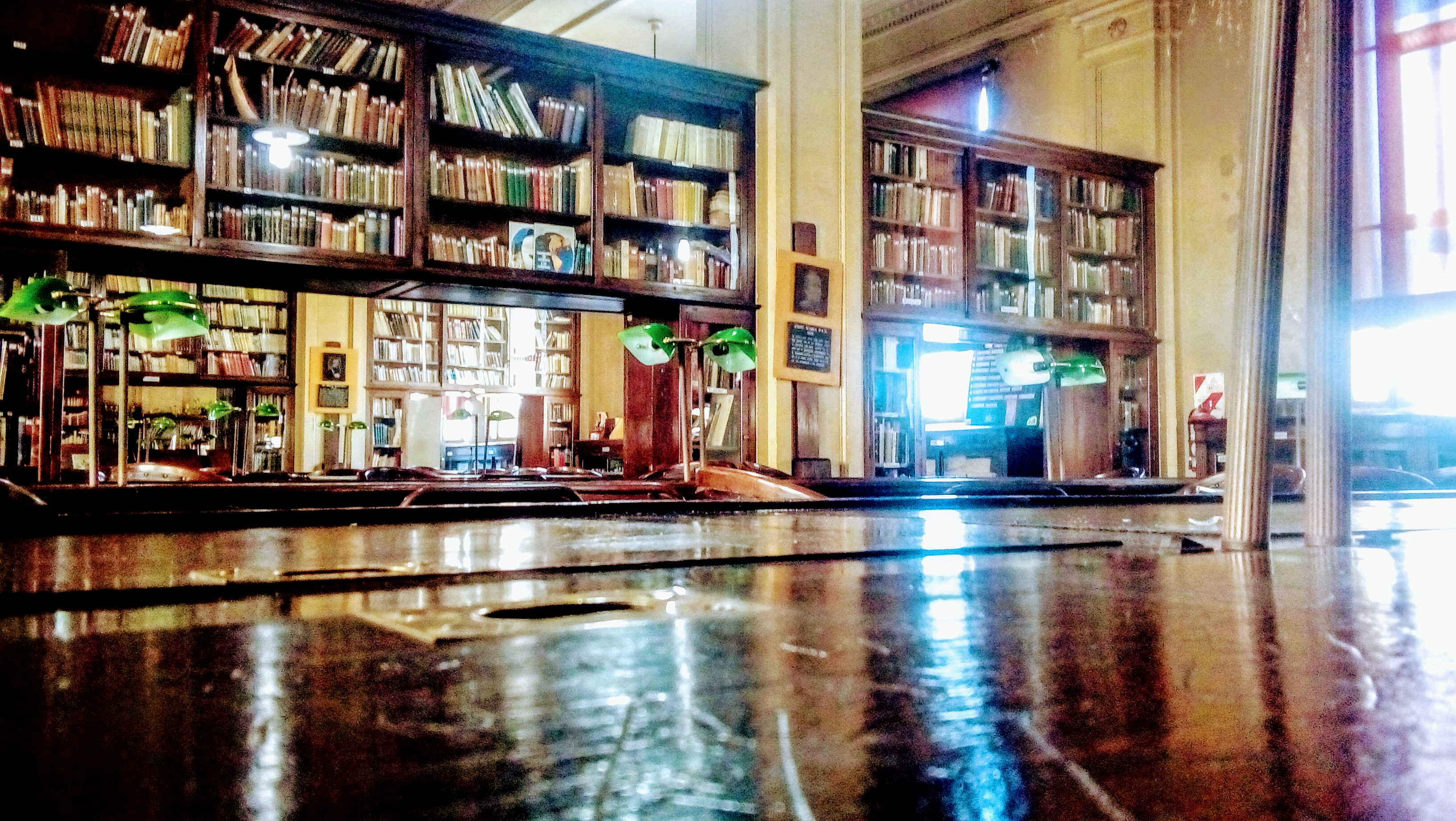
La Biblioteca del Instituto.

El Instituto Félix Fernando Bernasconi es una escuela de significancia arquitectónica ubicada en el barrio de Parque Patricios en la ciudad de Buenos Aires.

## Reseña

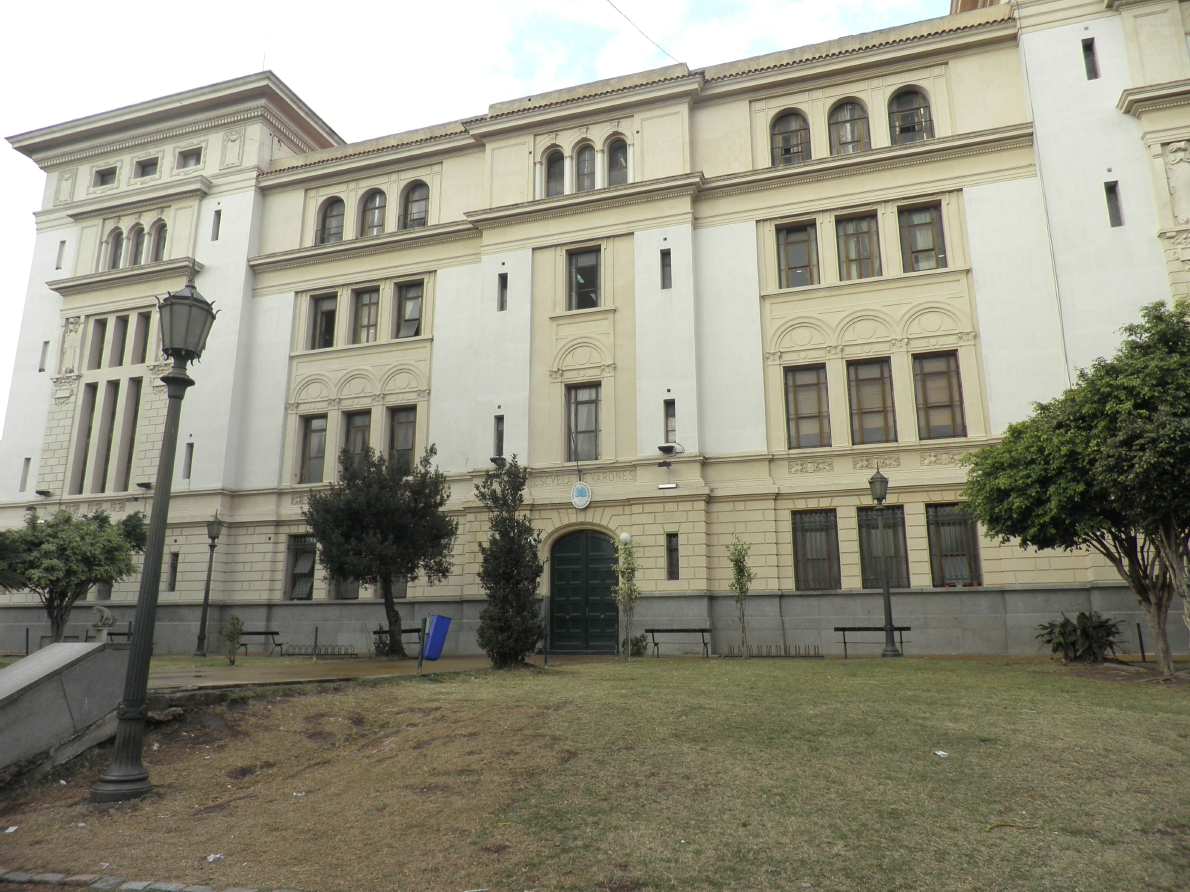
Fachada principal de la vieja "Escuela de Varones"

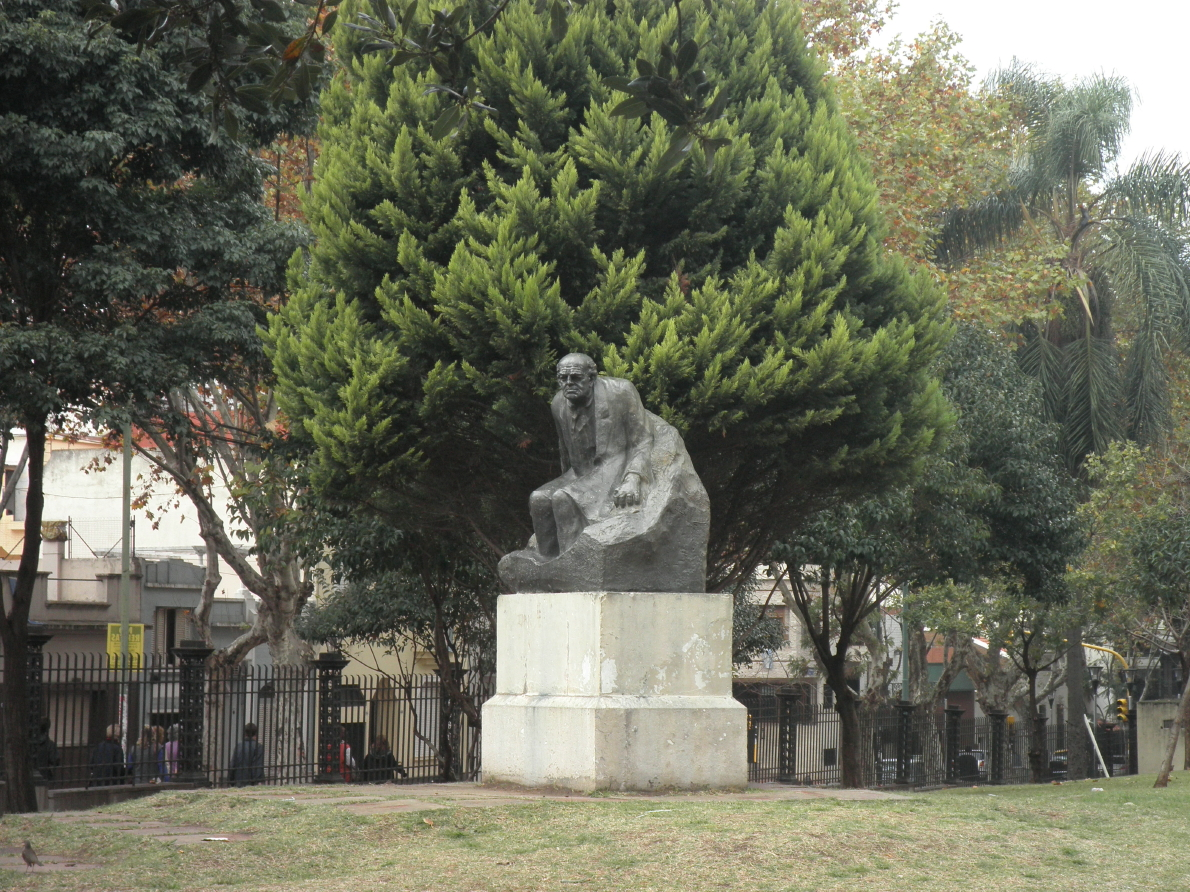
Estatua de Domingo Faustino Sarmiento

Este edificio arquitectónicamente monumental, fue diseñado por el arquitecto Juan Waldorp en 1918, está emplazado en un terreno que fue parte del casco de la estancia «El edén» —perteneciente a Francisco Facundo Moreno, presidente del Banco de la Provincia de Buenos Aires—, que ocupaba ocho hectáreas, y donde más tarde se emplazaría la casa quinta de su hijo Francisco Pascasio Moreno (el perito de la frontera entre Argentina y Chile);  está sobre una lomada que permite admirar su composición arquitectónica, rodeado de un amplio parque que aún conserva un hermoso aguaribay plantado por el Perito Moreno en 1872 y que fue declarado árbol histórico nacional en 1940.
A ambos lados de la entrada principal de la calle Catamarca, hay dos esculturas basadas en la mitología griega del escultor argentino Alberto Lagos, sobre el capitel se observa “el reloj de la torre” que durante años el carillón despertó a los pobladores de Parque Patricios.
Posteriormente funcionó allí por corto tiempo el horno de ladrillos "La Americana" para luego ser comprado (según la memoria del arquitecto Waldorp) por el Consejo Nacional de Educación en más de un millón de pesos fuertes a la familia Moreno, para instalar el Instituto, con las donaciones de Félix Fernando Bernasconi, fallecido en 1914.
El 26 de septiembre de 1921 se colocó la piedra fundamental. El instituto fue inaugurado el 22 de octubre de 1929, si bien existen publicaciones de su funcionamiento en abril de 1929 (rotograbado de "La Prensa"). Dotado con su propio museo, creado por Rosario Vera Peñaloza, dos piletas de natación con agua caliente, amplias aulas y un majestuoso auditorio con 400 butacas. También están los departamentos destinados a temas audiovisuales, odontológicos, un centro de orientación vocacional y educativa y la biblioteca de consulta y lectura para todos los chicos.
El extremo contraste entre esta edificación y la humildad de las construcciones circundantes lograba transformar las subjetividades infantiles estimulada por el sencillo acto de ir cada día a la escuela a recibir la educación que les estaba destinada, ascender a las aulas por escaleras de mármol de Carrara donde más de una niña se sentiría una princesa, atravesar los pasillos encolumnados, asistir a la gran biblioteca con atriles y luz dirigida para cada lector, escuchar conciertos en butacas aterciopeladas del auditorio, estudiar los mamíferos y las aves frente a vitrinas del museo escolar.
Alberga cuatro escuelas primarias en diferentes modalidades, jornada simple y completa con una matrícula de más de 3600 alumnos y dos jardines de infantes también en jornadas simple y completa con más de 580 alumnos.
Cuenta con una escuela de coro y orquesta, un centro de orientación vocacional y educativa, un departamento especial de educación y perfeccionamiento docente, (que tiene a su cargo el dictado de cursos de perfeccionamiento destinado a supervisores, directores y maestros de la Capital e interior del país), sala de computación, gabinete de medios audiovisuales, pinacoteca, un complejo museológico ( Museo Geofísico Juan B. Terán y el Museo de Ciencias Naturales Ángel Gallardo) entre otros.
Lleva el nombre de Félix Fernando Bernasconi, hijo de inmigrantes suizos, cuyo testamento redactado el 21 de junio de 1905 nombra beneficiario al Consejo Nacional de Educación, donándole todos sus bienes para que sean destinados a «la edificación de un palacio para escuela en la ciudad de Buenos Aires». Falleció en 1914, y la compra del lote se efectuó con parte de los casi 4 millones de pesos fuertes que dejara al efecto.

## Problemas edilicios
La Auditoría General de la Ciudad de Buenos Aires señaló problemas de mantenimiento encontrados en el Instituto Bernasconi durante 2012, los que incluían: puertas de hierro en mal estado, puertas de madera con fisuras, baldosas faltantes, revoques rotos, manchas de humedad y falta de pintura.

## Archivo del Consejo Nacional de Educación
En 1978, cuando la administración de las escuelas primarias dejó de ser nacional y éstas se convirtieron en jurisdicción de las respectivas provincias, la administración saliente del desaparecido Consejo Nacional de Educación decidió traspasar al Instituto Bernasconi un importante conjunto de documentos en su poder, dejándolos en custodia de su biblioteca «Joaquín V. González», donde se encuentra en la actualidad.
Esos documentos comprenden el llamado Archivo Láinez, que recopila la historia de las escuelas nacionales de todo el país en dos subseries ordenadas según criterio geográfico. Junto con él, también se trasladaron los casi 10 mil volúmenes de la Biblioteca Enrique Banchs y varios documentos sobre la gestión administrativa del Consejo durante la década de 1970.